# QZ

Stockholms Datamaskincentrals logotyp

QZ (Stockholms Datamaskincentral för högre utbildning och forskning) var namnet på den datacentral som ägdes och drevs av Stockholms universitet, KTH och FOA under 1960-, 70- och 80-talet.
FOA var drivande för dess tillkomst och maskinhallen där QZ:s datorer stod fanns i FOA:s lokaler på Linnégatan 89. FOA hade fram till att QZ startades haft en egen datacentral där de huserade en dator av typen IBM 7090 som även användes av akademin och näringslivet, men i och med övergången till IBM System/360 behövde en ny datacentral etableras. Skälen var bland annat fysisk överhettning i de lokaler som FOA dittills använt. Namnet valdes på grund av att det första tilltänkta namnet SD (Stockholms Datacentral) var upptaget, och man valde då istället ett namn som kombinerade de två minst använda bokstäverna i det svenska alfabetet: QZ.
Datacentralen invigdes 1968 och var då den största och mest avancerade datacentralen i landet. Den blev en samlingspunkt för de i Stockholms akademikervärld som var intresserade av den framväxande datorvetenskapen.
De två beslutsfattare som varit drivande och hade mest makt över systemet var Per Svenonius och Björn Kleist från FOA, och relationen mellan Försvaret och akademikerna på KTH var bitvis slitsam.
KOM-systemet utvecklades här och den första svenska noden för Internet fanns också här.

## Organisation
QZ sorterade under Universitetskanslerämbetet, och var en servicecentral för datorbehovet på universitet och högskolor i Stockholmsområdet. Den inrättades som ett led i etableringen av universitetsdatacentraler i fem svenska städer på 1960-talet: Lund, Göteborg, Stockholm, Uppsala och Umeå. Till skillnad från de andra universitetsdatacentralerna var QZ dock en datacentral som inte bara drevs av akademiska institutioner, utan också av militärforskningsinstitutet FOA. Datacentralen var belägen på FOA:s område, och FOA var ansvarande organisation för dess drift, administration och ekonomiska redovisning. Den storskaliga ekonomin sköttes av Statskontoret.

## Namnet
I början använde man förkortningen SD och lät trycka upp brevpapper och visitkort där det stod "Stockholms Datamaskincentral, SD". Företaget Stockholms Datatjänst anklagade emellertid Stockholms Datamaskincentral för varumärkesintrång. Ett par anställda på datacentralen valde då det nya namnet QZ, för att undvika risken för framtida intressekonflikter kring akronymen. Efter namnbytet kom dock ett brev från "Institut für Quantitative Zoologi" i Zürich, som hotade med stämning för varumärkesintrång. Det kröp så småningom fram att det var en QZ-anställd som skickat brevet (med schweiziskt frimärke och allt). Den stora bestörtningen förbyttes i lika stor munterhet. Brevet ramades in och fick en hedersplats i VD:s tjänsterum.
Förkortningen QZ står alltså inte för någonting, men internt sades den ibland stå för Qualität und Zuverlässigkeit, alltså kvalitet och tillförlitlighet, eller Quality and Zest, kvalitet och entusiasm.

## Medial debatt
Vid etableringen av QZ uppstod en debatt i svensk media som handlade om valet av stordator till datacentralen. En utredning av olika maskintyper gjordes på inrådan av det expertråd som inrätttats av Statskontoret 1963 för att samordna datoranvändningen på Sveriges universitet och högskolor. Stordatorn IBM 360 modell 75 beställdes i december 1965. Forskarna Tomas Ohlin och Janis Bubenko kritiserade dock datorns prestanda, vilket blev startskottet för en medial debatt där Statskontoret anklagades för att ha favoriserat IBM och IBM anklagades för att ha gett falska löften om datorsystemets kapacitet.
Trots kritiken installerades IBM 360/75 på QZ 1968 och utgjorde datacentralens centrum fram till 1973, då den ersattes av en PDP-10.
- Internets historia i Sverige
- QZ är även sista benämningen för en variabel stjärna i en stjärnbild innan man fortsätter med V335, V336, etc